# Roberta Giussaniová
Roberta Giussaniová (* 2. července 1972 Milán, Itálie) je bývalá italská sportovní šermířka, která se specializovala na šerm kordem. Itálii reprezentovala v devadesátých letech. V roce 1993 získala titul mistryně Evropy v soutěži jednotlivkyň. S italským družstvem kordistek vybojovala v roce 1992 třetí místo na mistrovství světa.